# Jacques Henley
Pour les articles homonymes, voir Henley.
Jacques Joseph Eugène Dothée dit Jacques Henley ou Henley, né le 18 juin 1884 à Arnhem (Pays-Bas) et mort le 1er avril 1951 à Nogent-sur-Marne (Val-de-Marne), est un acteur français d'origine hollandaise.

## Biographie
Sa filmographie est assez importante en nombre (65 tournages répertoriés en 25 ans de carrière de 1926 à 1950). Le principal rôle qu’il ait tenu est celui de Tiger Brown dans L'Opéra de quat'sous de Georg Wilhelm Pabst en 1931.
Sa biographie est cependant très faiblement documentée. On peut noter une interruption des tournages de 1940 à 1945.

## Filmographie
comme assistant-réalisateur
- 1927 : Sous le ciel d'Orient de Hewitt Claypoole Grantham-Hayes et Fred LeRoy Granville[3]
- 1929 : Narcose / Narkose, d'Alfred Abel[4]
- 1931 : Mon cœur incognito, de Manfred Noa et André-Paul Antoine[5]

comme acteur
- 1926 : Lady Harrington, film en 6 épisodes de Hewitt Claypoole Grantham-Hayes et Fred LeRoy Granville : le marquis de Rivalta
- 1927 : Sous le ciel d'Orient de Hewitt Claypoole Grantham-Hayes et Fred LeRoy Granville
- 1930 : Nos maîtres les domestiques de Hewitt Claypoole Grantham-Hayes : l'inspecteur Lerand
- 1930 : Le Mystère de la villa rose de René Hervil et Louis Mercanton : le juge d'instruction
- 1930 : Les Chevaliers de la montagne de Mario Bonnard
- 1930 : Mon cœur incognito d'André-Paul Antoine et Manfred Noa
- 1930 : Pogrom / Une nuit de terreur, court-métrage d'E.B Donatien
- 1931 : L'Opéra de quat'sous de Georg Wilhelm Pabst : Tiger Brown
- 1932 : Bariole de Benno Vigny
- 1932 : Le Champion du régiment de Henry Wulschleger : le colonel
- 1932 : Le Chien jaune de Jean Tarride : Le Pommeret
- 1932 : Pomme d'amour de Jean Dréville : le baron de Granville
- 1932 : Avant première, court-métrage de William Delafontaine
- 1932 : En vadrouille, moyen métrage de Lucien Mayrargue
- 1933 : Quatorze juillet de René Clair
- 1933 : Colomba de Jacques Séverac : Sir Thomas Nevil
- 1934 : Un chien qui raccroche, moyen métrage de Santiago Ontañón et Ricardo Soriano
- 1935 : Le Bonheur de Marcel L'Herbier
- 1935 : Kœnigsmark de Maurice Tourneur
- 1935 : Monsieur Sans-Gêne de Karl Anton
- 1935 : Bébé est un amour, court-métrage de M. Rugard
- 1936 : Les Loups entre eux de Léon Mathot
- 1936 : Mademoiselle Docteur / Salonique, nid d'espions de Georg-Wilhelm Pabst : le consul des États-Unis
- 1936 : Les Mutinés de l'Elseneur de Pierre Chenal : l'éditeur
- 1936 : La Vie parisienne de Robert Siodmak
- 1937 : Marthe Richard, au service de la France de Raymond Bernard : le conseiller de l'Empereur
- 1937 : Le Mensonge de Nina Petrovna de Victor Tourjansky
- 1937 : Neuf de trèfle de Lucien Mayrargue : le détective
- 1937 : L'Homme sans cœur / De Man zonder Hart de Léo Joannon
- 1938 : Champions de France de Willy Rozier
- 1938 : Gibraltar de Fedor Ozep
- 1938 : Le Paradis de Satan de Félix Gandéra et Jean Delannoy : Sir Nicholas
- 1938 : Place de la Concorde de Carl Lamac
- 1938 : Retour à l'aube de Henri Decoin
- 1938 : Serge Panine de Charles Méré et Paul Schiller : Lord Harton
- 1938 : Ultimatum de Robert Wiene : le général serbe
- 1938 : Un gosse en or de Georges Pallu : Crawford
- 1938 : Ab Mitternacht de Carl Hoffmann
- 1939 : Entente cordiale de Marcel L'Herbier : l'ambassadeur d'Angleterre
- 1939 : Les Cinq Sous de Lavarède de Maurice Cammage : l'officier du Normandie
- 1939 : Menaces de Edmond T. Gréville : le hollandais
- 1939 : La Mode rêvée, court-métrage de Marcel L'Herbier
- 1939 : La Symphonie française du travail, court-métrage de René Clément
- 1940 : Après Mein Kampf, mes crimes de Alexandre Ryder : Kurt von Schleicher
- 1940 : L'Homme qui cherche la vérité d'Alexander Esway
- 1940 : Monsieur Hector de Maurice Cammage : un client
- 1940 : Le Collier de chanvre de Léon Mathot
- 1940 : La Comédie du bonheur de Marcel L'Herbier
- 1940 : Retour au bonheur de René Jayet : Saxton
- 1942 : Nadia la femme traquée de Claude Orval
- 1945 : Les Clandestins de André Chotin
- 1945 : Mission spéciale, film en deux époques de Maurice de Canonge
- 1946 : Jéricho d'Henri Calef
- 1946 : Master Love de Robert Péguy
- 1946 : La Femme en rouge de Louis Cuny : le commissaire-priseur
- 1947 : Fausse Identité d'André Chotin : le directeur de la banque
- 1947 : La Kermesse rouge de Paul Mesnier avec Albert Préjean)
- 1947 : Capitaine Blomet de Andrée Feix
- 1947 : Le Diamant de cent sous de Jacques Daniel-Norman
- 1947 : Erreur judiciaire de Maurice de Canonge
- 1947 : Et dix de der de Robert Hennion
- 1947 : La Renégate de Jacques Séverac : le chef de la police
- 1948 : Colomba d'Émile Couzinet
- 1948 : Cité de l'espérance de Jean Stelli : Smith
- 1948 : Le Droit de l'enfant de Jacques Daroy
- 1948 : Mémoires d'une cinq chevaux, court-métrage de Raymond Leboursier
- 1949 : Du Guesclin de Bernard de Latour
- 1949 : La Bataille du feu ou Les Joyeux conscrits de Maurice de Canonge : un officier allemand
- 1949 : L'Ange rouge, de Jacques Daniel-Norman : le directeur de la prison
- 1949 : Le furet / Crimes à vendre de Raymond Leboursier
- 1949 : Menaces de mort / Aventures à Pigalle de Raymond Leboursier
- 1949 : Mission à Tanger de André Hunebelle : le colonel britannique
- 1949 : Ronde de nuit de François Campaux
- 1950 : La montagne est verte, moyen métrage de Jean Lehérissey : le gouverneur de la Martinique

## Théâtre
comme assistant-metteur en scène
- 1937 : L'Opéra de quat'sous, comédie musicale en 3 actes et 8 tableaux de Bertolt Brecht, au théâtre de l'Étoile (28 septembre)

comme comédien ;
- 1949 : C'est moi qui ai tué le comte, pièce policière de Max Viterbo et Marcel Dubois d'après la pièce d'Alec Coppel I killed the Count, au Théâtre de l'Humour